# Cordia curassavica
Cordia curassavica là loài thực vật có hoa trong họ Mồ hôi. Loài này được (Jacq.) Roem. & Schult. mô tả khoa học đầu tiên năm 1819.